# Giorgos Theofanous

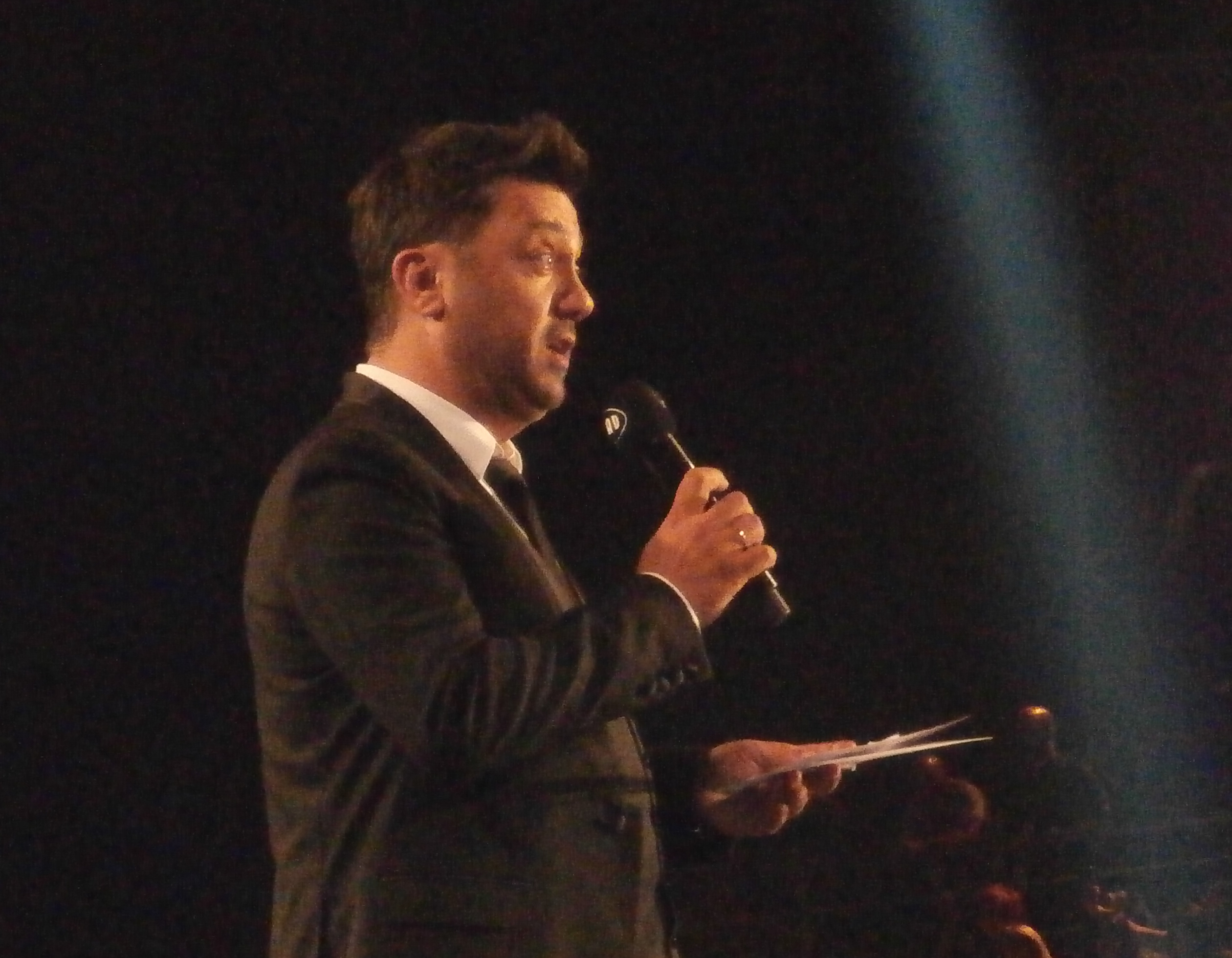
Giorgos Thefanous 2017

Giorgos (George) Theofanous (griechisch Γιώργος Θεοφάνους, * 9. Januar 1968 in Larnaka) ist ein zyprischer Komponist, Liedtexter und Musikproduzent, der in den 1990er und 2000er Jahren über 500 Lieder komponierte und über 2 Millionen Platten verkaufte.

## Leben und Karriere
Theofanous erlebte als Kind die Türkische Invasion seiner Heimat, was ihn nach eigenen Angaben prägte. Da er aus einfachen Verhältnissen stammte, war es für seine Eltern finanziell schwierig, seinen Musikunterricht zu bezahlen. Trotzdem wurde er Musiker und schrieb schon mit fünf Jahren sein erstes Musikstück. Er studierte Gitarren- und Klavierspiel sowie Komposition am Nationalen Konservatorium von Zypern (Εθνικό Ωδείο της Κύπρου) und anschließend am Berklee College of Music in Boston, USA.
Sein erstes Album Min mou lete mi mit von ihm komponierten Liedern veröffentlichte Theofanous 1989. Anschließend folgten viele weitere, die auf dem griechischsprachigen Musikmarkt großen Erfolg hatten. Er arbeitete mit zahlreichen griechischen Musikern und Sängern zusammen, unter anderem mit Giorgos Dalaras, Marinella, Haris Alexiou, Glykeria, Antonis Remos, Despina Vandi, Alkistis Protopsalti, Sakis Rouvas, und Elena Paparizou. Mehrfach erhielt er die Goldene und die Platin-Schallplatte beispielsweise für seine Alben Aisthiseis, Kardia mou, min anisicheis, Mia anapnoi, Sta ypogeia echei thea, O dikos mou o dromos, Tosi agapi pos na chathei, Noima und Kane stin akri. Bereits 1990 gewann er auf dem Songfestival von Thessaloniki den Preis für die beste Orchestrierung mit seinem Lied Ψηλά τα χέρια (Psila ta chairia, Hände hoch).
Drei von ihm komponierte und getextete Lieder nahmen an Eurovision Song Contests für Zypern teil. 1992 sang die zyprische Sängerin Eurydike bei der Eurovision Tairiazoume (Wir passen zusammen), 1994 sang sie Eimai anthropos ego (Ich bin ein Mensch), beide Songs erreichten den 11. Platz. 2002 nahm seine Band One mit seinem Lied Gimme teil und kam auf den sechsten Platz.
Theofanous verfasste auch die Musik zu vielen Theaterstücken und wurde 2017 zum Präsidenten der Komponistenvereinigung Griechenlands (ΣΩΜΣΕ (Σωματείο Συνθετών/Στιχουργών Ελλάδος)) gewählt.
2015 wurde in der Republik Zypern anlässlich des 60. Jahrestages des Beginns des EOKA-Befreiungskampfes (1955–1959) für die Unabhängigkeit der Kronkolonie Zypern von Großbritannien sein Album Choes veröffentlicht, das vertonte Gedichte über die Helden der EOKA enthält, geschrieben von der Dichterin und ehemaligen Ministerin für Bildung und Kultur Zyperns, Klairi Angelidou. Das erste Konzert mit Musik aus diesem Album fand am 27. März 2015 in der Gefangenen-Gedenkstätte in Nikosia in Anwesenheit des damaligen Präsidenten der Republik Zypern, Nikos Anastasiadis, statt.
Neunmal erhielten von Theofanous komponierte Songs den griechischen Musikpreis Arion Awards, einen Preis, dessen Gewinner nach der Beliebtheit beim Publikum ermittelt wurde.
Theofanous ist auch schriftstellerisch tätig. 2008 veröffentlichte er seinen Roman Aionios Dipnos (Ewiges Abendmahl), darauf folgte die Buchserie Paramythologia mit Geschichten für Kinder in der Vorpubertät. Jedes Buch handelt von einem Problem, was Kinder diesen Alters betreffen könnte, beispielsweise wie man sich gegen Bullying wehren kann.
Über viele Jahre war Theofanous Jurymitglied der Musik-Realtyshow X-Factor in Griechenland. Seit 2011 ist er ehrenamtlicher Goodwill-Botschafter des gemeinnützigen Vereins „Hope for Children“ in Zypern, einer Organisation, die sich für die Umsetzung des Übereinkommens des Europarats zum Schutz von Kindern vor sexueller Ausbeutung und sexuellem Missbrauch einsetzt.
Er ist in zweiter Ehe mit Villi Theofanou verheiratet und Vater von vier Kindern aus beiden Ehen. Theafanous lebt in Griechenland und Zypern (Stand 2023).

## Veröffentlichungen (Auswahl)
- Αιώνιος Δείπνος (Ewiges Abendmahl). Roman, Synchroni Orizontes, 2008, ISBN 978-960-398-256-2.

### Reihe Paramythologia
- Το Ελιξίριο των Κενταύρων (Das Zentauren-Elexier). Meandros, Athen 2016, ISBN 978-618-5033-54-5.
- Οι τιτάνες και η τριπλή σφραγίδα των εκατόγχειρων (Die Titanen und das dreifache Siegel der Zenturien). Meandros, Athen 2016, ISBN 978-618-5033-59-0.
- Το οπάλιο της φωτίας (Der Fächer des Lichts), Meandros, Athen 2017, ISBN 978-618-5033-73-6.
- Ο Δράκοντας με την πράσινη καρδιά (Der Drache mit dem grünen Herz). Meandros, Athen 2019, ISBN 978-618-5033-79-8.

## Diskografie (Auswahl)
- 1989 Μη μου λέτε "Μη", Min mou lete Mi (Sagt mir nicht „Nein“)
- 1991 Για πρώτη φορά, Gia proti fora (Zum ersten Mal)
- 1992 Αισθήσεις, Aisthiseis (Gefühle)
- 1992 Έτοιμος για όλα, Etimos gia ola (Zu allem bereit)
- 1992 Γυάλινος δρομέας, Gialinos dromeas (Gläserner Läufer)
- 1992 Πόσο λίγο με ξέρεις, Poso ligo me xereis (Wie wenig du mich kennst)
- 1993 Κρατάω την καρδιά σου, Kratao tin kardia sou (Ich halte dein Herz)
- 1993 Μίσησε με, Misise me (Hass mich)
- 1995 Φθινόπωρο γυναίκας, Ftinoporo gynaikas (Herbst einer Frau)
- 1996 Η επόμενη ημέρα, I epomeni imera (Der nächste Tag)
- 1997 Πες το μου αυτό, Pes to mou avto (Sag es mir)
- 1997 Παλιόκαιρος, Paliokairos (Schlechtwetter)
- 1998 Κάτι από μένα, Kati apo mena (Etwas von mir) (Gesang: Sakis Rouvas)
- 1998 Δέσε μου τα μάτια, Dese mou ta matia (Verbinde mir die Augen)
- 1998 Ο δικός μου ο δρόμος, O dikos mou o dromos (Mein Weg)
- 1998 Με ήσυχη συνείδηση, Me isichi syneidisi (Mit gutem Gewissen)
- 1999 One
- 1999 Δώρο θεού, Doro theo (Geschenk Gottes)
- 1999 Κάνε στην άκρη, Kane stin akri (Geh aus dem Weg)
- 2000 Όλα δικά σου, Ola dika sou (Alles gehört dir)
- 2000 Moro mou (Mein Liebling)
- 2000 Άγγελοι είμαστε όλοι, Aggeli eimaste oli (Engel sind wir alle)
- 2001 Έχω τόσα να σου πω, Echo tosa na sou po (Ich habe dir so viel zu sagen)
- 2002 Τόση αγάπη πώς να χαθεί, Tosi agapi pos na chathei (Wie kann so viel Liebe verloren gehen) (Gesang: Natasa Theodoridou)
- 2002 Καρδιά μου μην ανησυχείς, Kardia mou min anisicheis (Mein Herz, beunruhige dich nicht) (Gesang: Antonis Remos)
- 2003 Όνειρα, Oneira (Träume)
- 2003 Ως την άκρη του ουρανού σου, Os tin akri tou ouranou sou (Bis zum Ende deines Himmels) (Gesang: Haris Alexiou)
- 2003 Μια αναπνοή, Mia anapnoi (Ein Atemzug) (Gesang: Antonis Remos)
- 2004 Στα υπόγεια είναι η θέα, Sta ypogeia einai i thea (Im Keller ist der Ausblick)
- 2005 Σαν άνεμος, San anemos (Wie ein Wind) (Gesang: Antonis Remos)
- 2005 Τίποτα δεν γίνεται τυχαία, Tipota den ginetai tychaia (Nichts passiert zufällig) (Gesang: Marinella)
- 2008 Μια νύχτα ζόρικη, Mia nichta zoriki (Eine schwierige Nacht)
- 2009 Μια κόκκινη γραμμή, Mia kokkini grammi (Ein roter Strich)
- 2009 Φύγαμε, Fygame, (Wir sind weg)
- 2009 Μαζί, Mazi (Zusammen)
- 2012 Απέναντι, Apenanti (Gegenüber)
- 2012 Παιδί γενναίο Paidi gennaio (Mutiges Kind)
- 2015 Χοές, Choes
- 2016 Όλα μου τα "Σ' αγαπώ", Ola mou ta s agapo (Alle meine "Ich liebe dich")
- 2017 Δεν σε φοβάμαι ουρανέ, Den se fovamai ourane (Himmel, ich fürchte dich nicht)
- 2019 Παναγία - Η μητέρα του φωτός, Panagia – I mitera tou fotos (Muttergottes, die Mutter des Lichts)
- 2020 Γειά σου, Geia sou (Grüß dich)
- 2020 Ξέρει κανείς, Xerei kaneis (Es weiß niemand)
- 2020 Δε βάζεις μυαλό, De vazeis myalo (Du siehst es nicht ein)
- 2020 Περνάς καλά, Pernas kala (Du hast eine gute Zeit)
- 2020 Ένα τσιγάρο διαδρομή, Ena tsigaro diadromi (Eine Fahrt von einer Zigarette) (Gesang: Despina Vandi)
- 2021 Μόνος μου, Monos mou (Allein)
- 2021 Φτάνει και Περισσεύει, Ftanei kai perissevei (Es reicht und ist zu viel)
- 2021 Πέτρα, Petra (Stein) (Gesang: Despina Vandi)
- 2021 Στην άκρη του κόσμου, Stin akri tou kosmou (Am Ende der Welt)
- 2021 Θα σε νικήσω – Άλμπουμ, Tha se nikiso – Album (Ich werde dich besiegen – Album)
- 2021 Ζω Τη Ζωή, Zo tin zoi (Ich lebe das Leben)
- 2021 Που Λες, Pou les (Wo sagst du?) (Gesang: Despina Vandi)
- 2022 Τίποτα Εσύ, Tipota esy (Nichts von dir)
- 2022 Δεν Είναι Αγάπη Αυτό, Den einai agapi avto (Das ist keine Liebe)
- 2022 Τα Καλοκαίρια Μου Μισά, Ta kalokiria mou misa (Meine halben Sommer) (Gesang: Despina Vandi)